# Олємський Олександр Іванович
Олександр Іванович Олємськой (20 вересня 1949, с. Катеринівка, Лискинський район, Воронезька область — 3 серпня 2011, Суми) — доктор фізико-математичних наук, професор, завідувач лабораторії «Мікроструктурні дослідження реакторних матеріалів» Інституту прикладної фізики НАН України, завідувач кафедри наноелектроніки Сумського державного університету.

## Біографія
Олємськой Олександр Іванович народився 20 вересня 1949 року в с. Катеринівка, Лискинського району Воронезькій області. У 1968 році закінчив середню школу в місті Воронежі. У 1973 році закінчив фізико-технічний факультет Воронезького політехнічного інституту. З 1973 до 1978 року працював у науковому секторі Воронезького політехнічного інституту.
У 1977 році захистив дисертацію й отримав науковий ступінь кандидат фізико-математичних наук. В 1987 році в Московському університеті імені М. Ломоносова захистив докторську дисертацію. Працював над дослідженнями, присвяченими польовій теорії структорних фазових переходів конденсованого середовища, суперсиметричній теорії невпорядкованих гетерополімерів, статистичній теорії самоподібних складних систем, польовій теорії самоорганізованих систем і т. д. Олємской вперше вибудував мікроскопічну теорію гетерофазних конденсованих структур, які мають випадковий масштаб неоднорідності.
1978—1981 рр. викладав у Балаковському філіалі Саратовського політехнічного інституту.
У 1991 році О. Олємськой отримав атестат професора кафедри загальної та експериментальної фізики Сумського державного університету. У 1999 отримав премію імені С. І. Пекаря з теорії твердого тіла Національної академії наук України.

## Трудова діяльність
- В 1973—1978 рр. — працював у науковому секторі Воронезького політехнічного інституту.
- 1978—1981 рр. — викладач Балаковського філіалу Саратовського політехнічного інституту.
- 1981—1984 рр. — доцент Курського політехнічного інституту.
- 1984—1988 рр. — науковий співробітник, згодом завідувач лабораторії Інституту фізики Сибірського відділення (м. Томськ) Академії Наук СРСР.
- 1988—1991 рр. — завідувач відділу Інституту прикладної фізики Академії Наук України.
- 1991—1996 рр. — професор кафедри загальної та експериментальної фізики.
- Від 1996 року — професор кафедри загальної та експериментальної фізики Сумського державного університету.

## Наукові праці
Олємськой О. І — автор 130 наукових праць у галузі теоретичної фізики. Автор шести монографій.
У тому числі: Олемской Александр Иванович. Синергетика сложных систем: Феноменология и статистическая теория / Олемской Александр Иванович ; Предисл. Г. Г. Малинецкого. — М. : КРАСАНД, 2009. — 384 с. : ил. — (Синергетика: от прошлого к будущему). — ISBN 978-5-396-00020-9

## Нагороди. Досягнення
- 1999 — Лауреат премії імені С. І. Пекаря НАН
- 2004 — звання «Заслужений діяч науки і техніки України»